# Върджин Атлантик
„Върджин Атлантик“ (на английски: Virgin Atlantic) е британска авиокомпания, основана през 1984 г. като „Бритиш Атлантик Еъруейс“. Първоначалните планове на собствениците ѝ, Рандолф Фийлдс и Алън Хелари, са да извършва полети между Лондон и Фолкландските острови. Скоро след като променя името си на „Върджин Атлантик Еъруейс“, Фийлдс продава акциите си на Ричард Брансън в замяна на неограничено безплатно пътуване.
Авиокомпанията, заедно с „Върджин Холидейс“, се контролира от холдинговата компания „Върджин Атлантик Лимитид“, която е 51% собственост на „Върджин Груп“ и 49% на „Делта Еър Лайнс“.